# Radikal 37
Radikal 37 mit der Bedeutung „groß“ ist eines von 31 der 214 traditionellen Radikale der chinesischen Schrift, die aus drei Strichen bestehen. 
Eine sehr selten vorkommende Schreibvariante ist 夨.
Das Siegelschrift-Zeichen zeigt einen aufrecht stehenden Menschen. Xu Shen, der Erfinder des Radikal-Systems, erläuterte 大 in seinem Werk Shuowen jiezi so: 

„Der Himmel ist groß, die Erde ist groß, der Mensch ist es auch und daher sieht 大 groß wie ein Mensch aus.“

Wenn 大 in zusammengesetzten Zeichen als Sinnträger fungiert, stellt es häufig einen Zusammenhang mit Mensch oder mit Größe her.
So wird der Himmel 天 mit einem Strich über dem Menschen 大 dargestellt.

## Schriftzeichenverbindungen, die vom Radikal 37 regiert werden
| Striche | Zeichen                          |
| ------- | -------------------------------- |
| +0      | 大 夨                            |
| +01     | 天 太 夫 夬 夭                   |
| +02     | 央 夯 夰 失 夲 夳 头             |
| +03     | 买 夵 夶 夷 夸 夹 夺 夻 夼       |
| +04     | 夽 夾 夿 奀 奁 奂                |
| +05     | 奃 奄 奅 奆 奇 奈 奉 奋 奌 奍 奔 |
| +06     | 奊 奎 奏 奐 契 奒 奓 奕 奖       |
| +07     | 套 奘 奙 奚                      |
| +08     | 奛 奜 奝 奞 奟                   |
| +09     | 奠 奡 奢 奣 奤 奥                |
| +10     | 奦 奧 奨                         |
| +11     | 奩 奪 奫 奬                      |
| +12     | 奭                               |
| +13     | 奮 奯                            |
| +15     | 奰                               |
| +19     | 奱                               |
| +21     | 奲                               |

 Im Unicodeblock Kangxi-Radikale ist das Radikal 37 unter der Codepointnummer 12.068 (U+2F24) codiert.